# Cantacuzino-kastély
A bușteni-i Cantacuzino-kastély (románul: Castelul Cantacuzino vagy Castelul Zamora) a 20. század eleji új-Brâncoveanu-stílus egyik legfontosabb képviselője. A város keleti részén, az úgynevezett Zamora-negyedben, nagyméretű park közepén álló háromszintes, 3148 m2 alapterületű épület. Anyaga kő és tégla, beton alappal, alaprajza U alakú. Belsejét fényűzően rendezték be, azonban a 20. század második felében az értékes berendezés nagy részének nyoma veszett.
A kastély 1901 és 1911 között épült Gheorghe Grigore Cantacuzino herceg, a Román Királyság egyik leggazdagabb és legbefolyásosabb emberének kérésére, az akkori korhoz képest igen modern felszereltséggel. Tőle leszármazottai örökölték, majd 1947-ben a hatalomra került kommunisták kisajátították és szanatóriummá nevezték ki. 2004-ben a herceg dédunokája hosszas pereskedés után visszaszerezte az épületet, majd eladta egy ingatlanügynökségnek, akik turisztikai célokra használják. Napjainkban a kastély parkja és belterének egy kis része (néhány szoba erejéig) látogatható, ezenfelül rendezvényeket, kiállításokat is szerveznek. Az épületről mintázták a Wednesday sorozat Nevermore akadémiáját, és a kültéri felvételeket itt készítették.

## Története

### Előzmények és építése
Gheorghe Grigore Cantacuzino, a nagy múltú Cantacuzino-család sarja 1832-ben (egyes források szerint 1833-ban) született Bukarestben, öt testvér közül a legidősebbként. Párizsban jogot hallgatott, 1858-ban pedig a jogtudományok doktora lett, és irodalomból is vizsgát tett. Visszatérve Havasalföldre, 1866-ban bekapcsolódott a politikai életbe, konzervatív politikusként különböző tisztségeket töltött be (jogtanácsos, megyei képviselő, képviselőházi elnök, polgármester, pártelnök, miniszterelnök), és a korszak legjelentősebb értelmiségi és közéleti szereplői közé tartozott. Családfáját Nicolae Iorga a bizánci császárokig vezette vissza.
Cantacuzino a Román Királyság egyik leggazdagabb és legbefolyásosabb embere volt; politikai szerepvállalása és vagyona miatt az utolsó nagy bojárnak és a Nábobnak is nevezték. Pénzét főként olyan dolgokba fektette, amelyeket tartósnak vélt, és amelyek emléket állítottak családja nevének és hírnevének, továbbörökítve azokat az utókor számára. Mesés összegeket költött többek között a bukaresti, a bușteni-i és a florești-i palotáinak és a Bellu-beli síremlékének felépítésére. Ezen felül a nemzeti ügyeket és intézményeket is támogatta, és értékes műtárgyakat is vásárolt.
A bușteni-i kastélyt Cantacuzino egy régi vadászháza helyére építette, amely számos alkalommal szolgált pihenőhelyként a család számára Bukarest és Brassó közötti utazásaikon. Tervezője Grigore Cerchez volt, aki Bukarest főépítészeként is szolgált, és számos impozáns új-Brâncoveanu-stílusú épület fűződik a nevéhez. A kastély alapkövét 1901-ben tették le, építése 1906-ban fejeződött be, a beltér kialakítása és a bútorozás 1908-ra lett kész. Azonban ekkor még nem tudták megnyitni, mivel a folyó- és ivóvízrendszer nem birkózott meg az építmény méreteivel, a következő év pedig azzal telt, hogy építészek és mérnökök feltárták a birtok környékét és befogták a nagy hozamú forrásokat. Végül 1911 tavaszán adták át az épületet.

### Rezidencia és államosítás
A herceg csak kevés ideig használhatta a kastélyt, ugyanis a felavatás után két évvel, 1913-ban tüdőgyulladásban elhunyt. Tőle leszármazottai örökölték, akik 1947-ig használták rezidenciaként. 1930-ig főként nyári lakként szolgált, és gyakran rendeztek társadalmi és családi eseményeket. 1935–36-ban egy Szent Györgynek szentelt fatemplomot építettek a birtokon egy korábbi, 18. századi templom helyett.
A második világháború után hatalomra kerülő kommunisták 1948-ban államosították, és a Belügyminisztérium tuberkulózis-szanatóriumává nevezték ki. A kastélyt teljesen kifosztották, a bútoroknak, képeknek, díszítéseknek nyomuk veszett, a velencei művészek által készített falfestményeket pedig vastagon lemázolták. A karbantartás hiánya miatt a kastély romosodni kezdett.

### A 21. században
Hosszas pereskedés után, 2004-ben a román állam visszaszolgáltatta az államosított épületet és 970 hektárnyi erdőt Ioana Cantacuzinonak, a herceg dédunokájának. Mivel az örökösnek nem voltak gyermekei és házas sem volt, eladta az ingatlant a Zamora Estate ingatlanügynökségnek, akik múzeumot és éttermet rendeztek be a kastélyban és 2010-ben megnyitották a látogatók számára. A kastély hamarosan ismert és látogatott turisztikai célpont lett, és társadalmi-kulturális rendezvényeket is szerveznek a birtokon.
Itt forgatták a 2022 őszén bemutatott Netflix-sorozat, a Wednesday egyes jeleneteit (a Nevermore Akadémia környéki külső jeleneteket). Ennek hatására 2023 közepére duplájára nőtt a látogatók száma: a jelentős számú hazai érdeklődőn kívül az egész világról érkeznek turisták.

## Leírása
Az épület Bușteni keleti részén, az úgynevezett Zamora-negyedben, az azonos nevű hegy lábánál helyezkedik el (ezért Zamora-kastélynak is nevezik). A helyszínről fantasztikus kilátás nyílik a Bucsecs-hegységre, a szinajai Peleș-kastélynál is szebb panorámája van, és Cantacuzino éppen ezért választotta ezt a helyet a rezidencia felépítéséhez. A komplexum teljes összhangban van a kiterjedt külső tereprendezéssel, teraszokkal, támfalakkal, emelvényekkel és kő korlátokat viselő lépcsőkkel, amelyek szervesen illeszkednek be a hegyvidéki környezetbe, közel tökéletes funkcionalitás mellett. Az épület körül parkot alakítottak ki kertekkel, három szökőkúttal, egy elegáns díszítőelemként kialakított mesterséges grottóval, és a Szent Györgynek szentelt fatemplommal.
A kastély kívül faragott kőből, belül téglából készült, alaprajza U alakú. A főbejárat díszítése Brâncoveanu-stílusú, fölötte a Cantacuzino család címere látható; az ablakok és teraszok árkádjai pedig hasonlóságot mutatnak a Mogoșoaia-palota elemeivel. Felavatásakor nemcsak gyönyörűnek, hanem a korhoz képest igen modernnek számított: víz- és elektromos hálózattal és csatornázással is felszerelték. A herceg állítólag aranypénzekkel akarta befedetni az épületet, és hivalkodóan meg is kérdezte I. Károly román királytól, hogy megteheti-e − erre végül azonban nem került sor.
A rezidencia belterében a pazar díszítéseket Cantacuzino és Grigore Cerchez építész közösen választották ki, és a korra jellemzően egyaránt átszövik az okkult, kelta szimbólumok és az új román építészeti szimbolika. A kastély így egyszerre Cantacuzino kinyilatkozása kortársai felé, és a leszármazottaknak szóló üzenete gyökereiről és a nemesi családhoz való jelentős hozzájárulásáról. A fennmaradt berendezési elemek közül megemlíthető az első szint római stílusú mozaikja, az előtér olasz kerámiái, muránói vitrálok, bizánci stílusú oszlopok és árkádok, fehér mészkő kandallók, kazettás mennyezetek, tölgyfa és márvány lépcsők és padlók, párizsi bronz vasalatok. A kastély fő látványossága a bálterem córdobai bőrre festett festményei, melyek a Cantacuzino család román ágának tizenkét legfontosabb személyiségét és 27 bojárcsalád címereit ábrázolják.
Az épületegyüttest műemlékként tartják nyilván, a romániai műemlékek jegyzékében a PH-II-a-A-16386 sorszámon szerepel.

## Képek

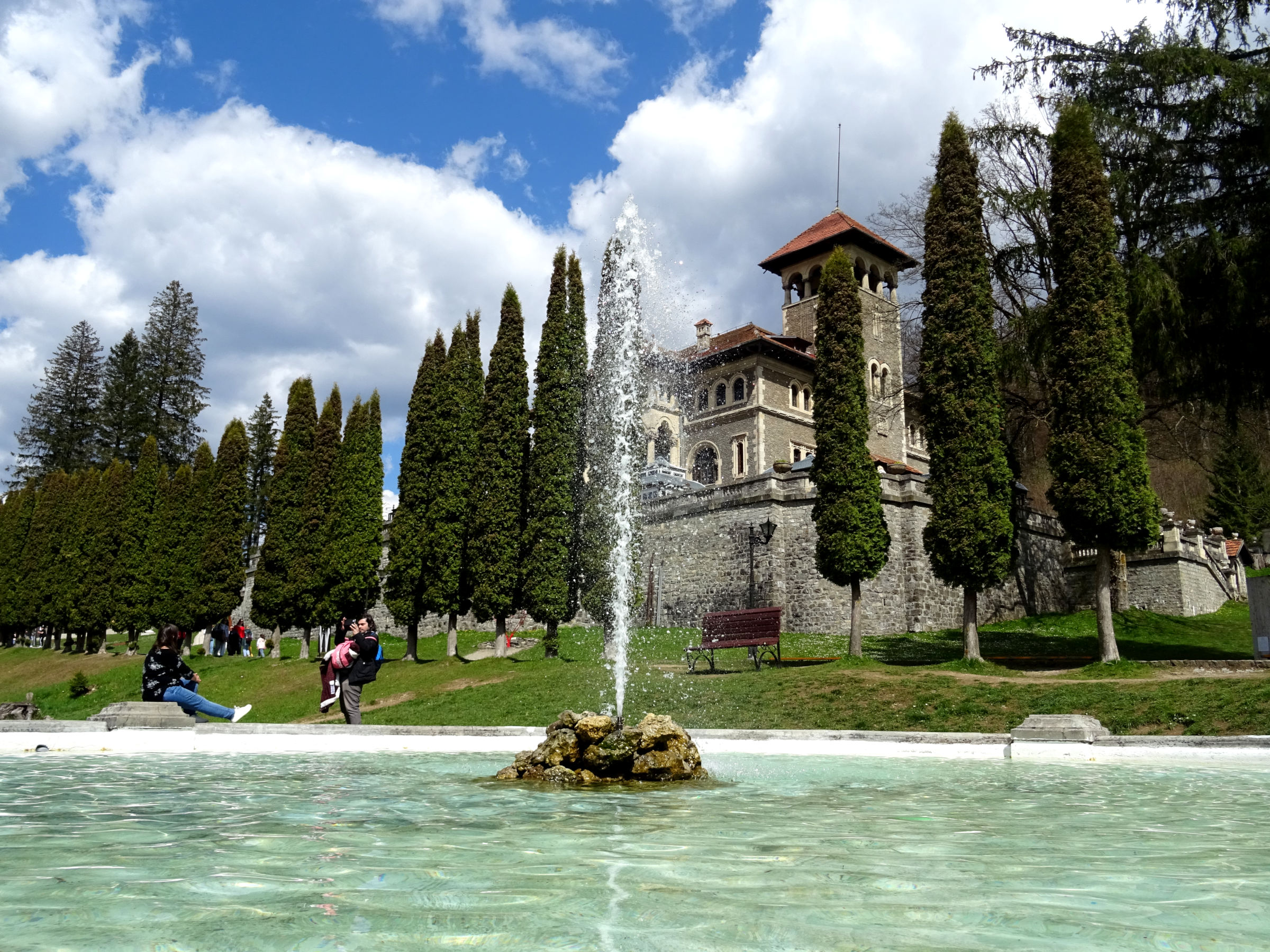
Délről
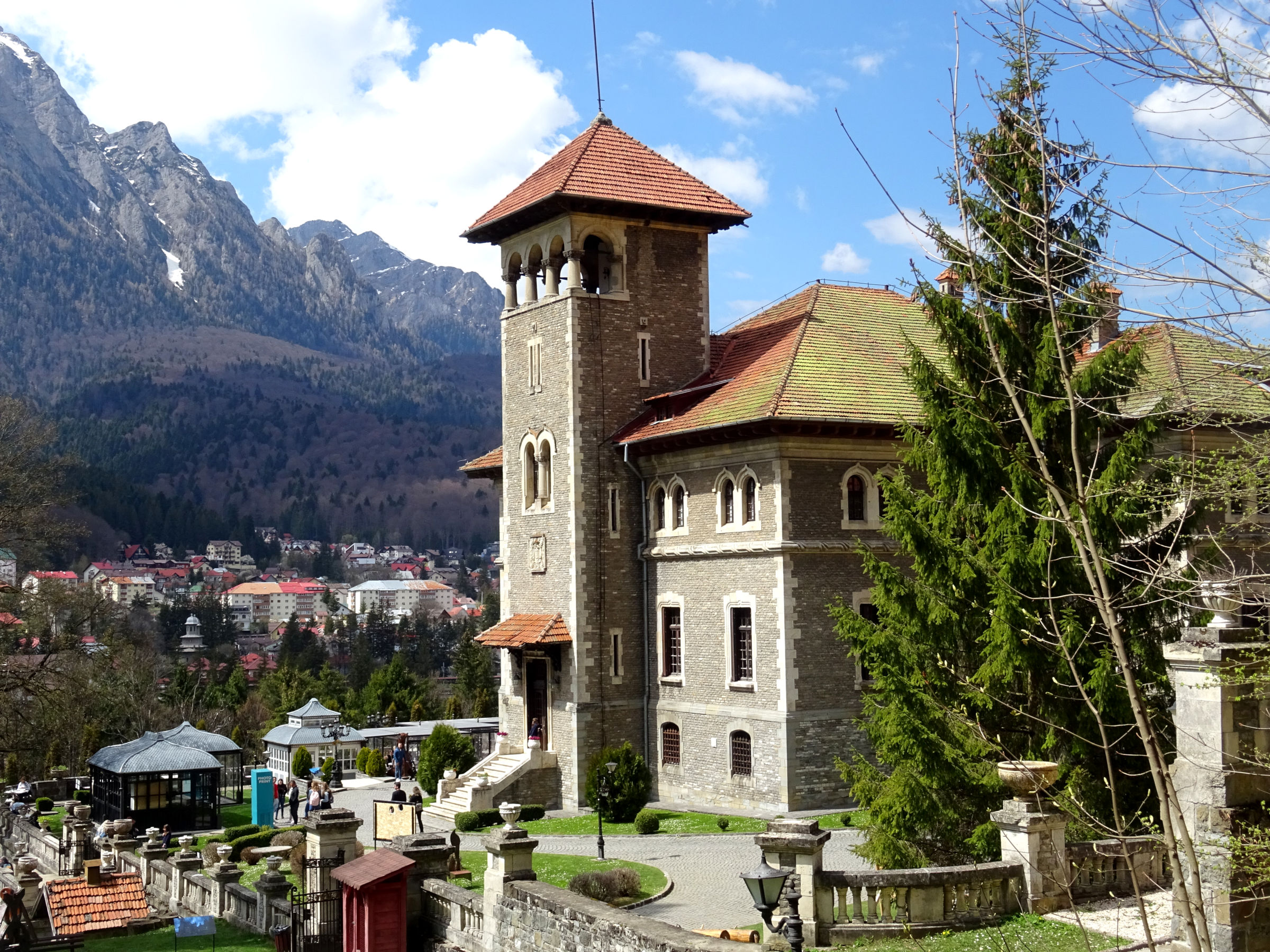
Keletről
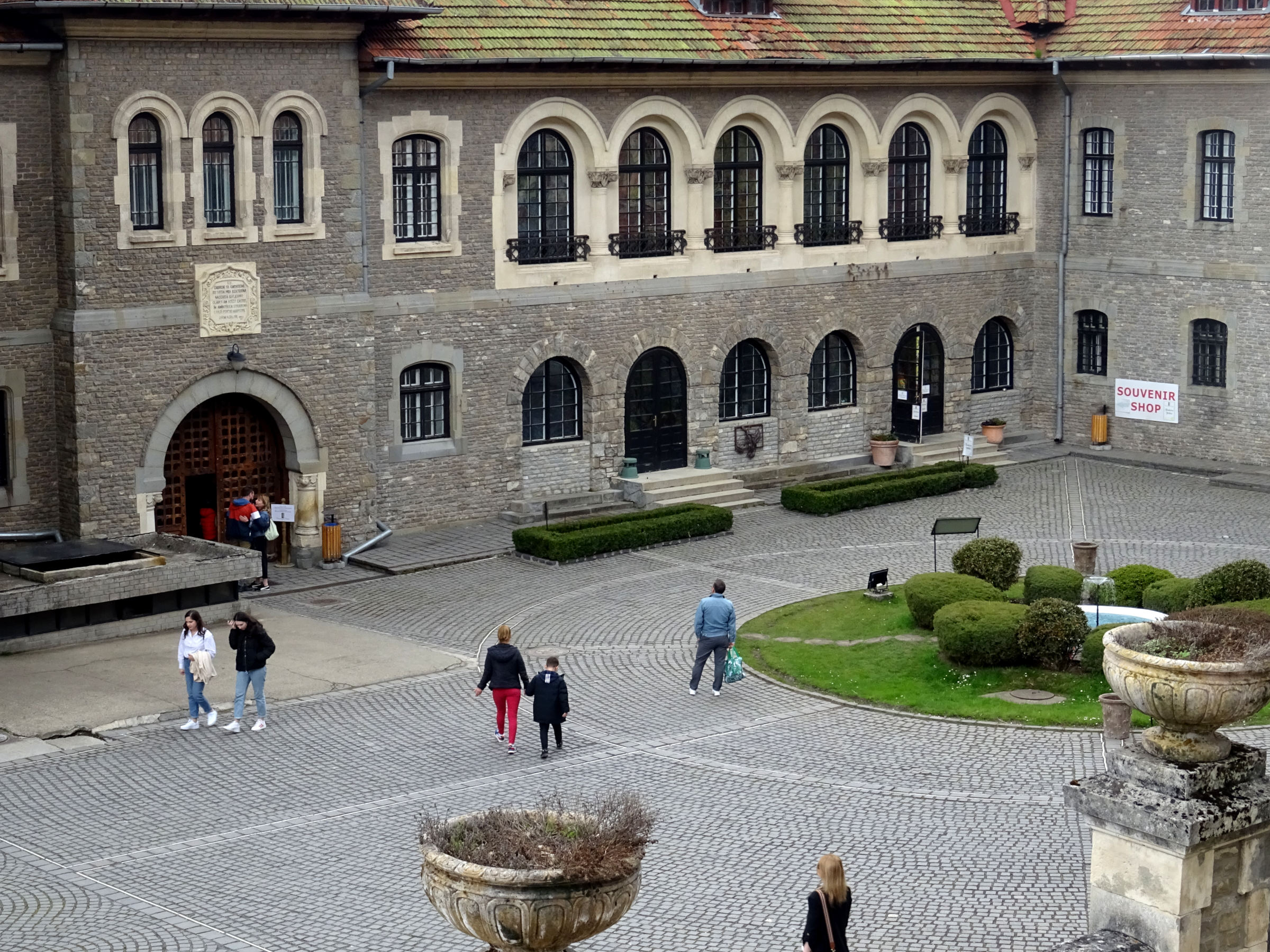
Belső udvara
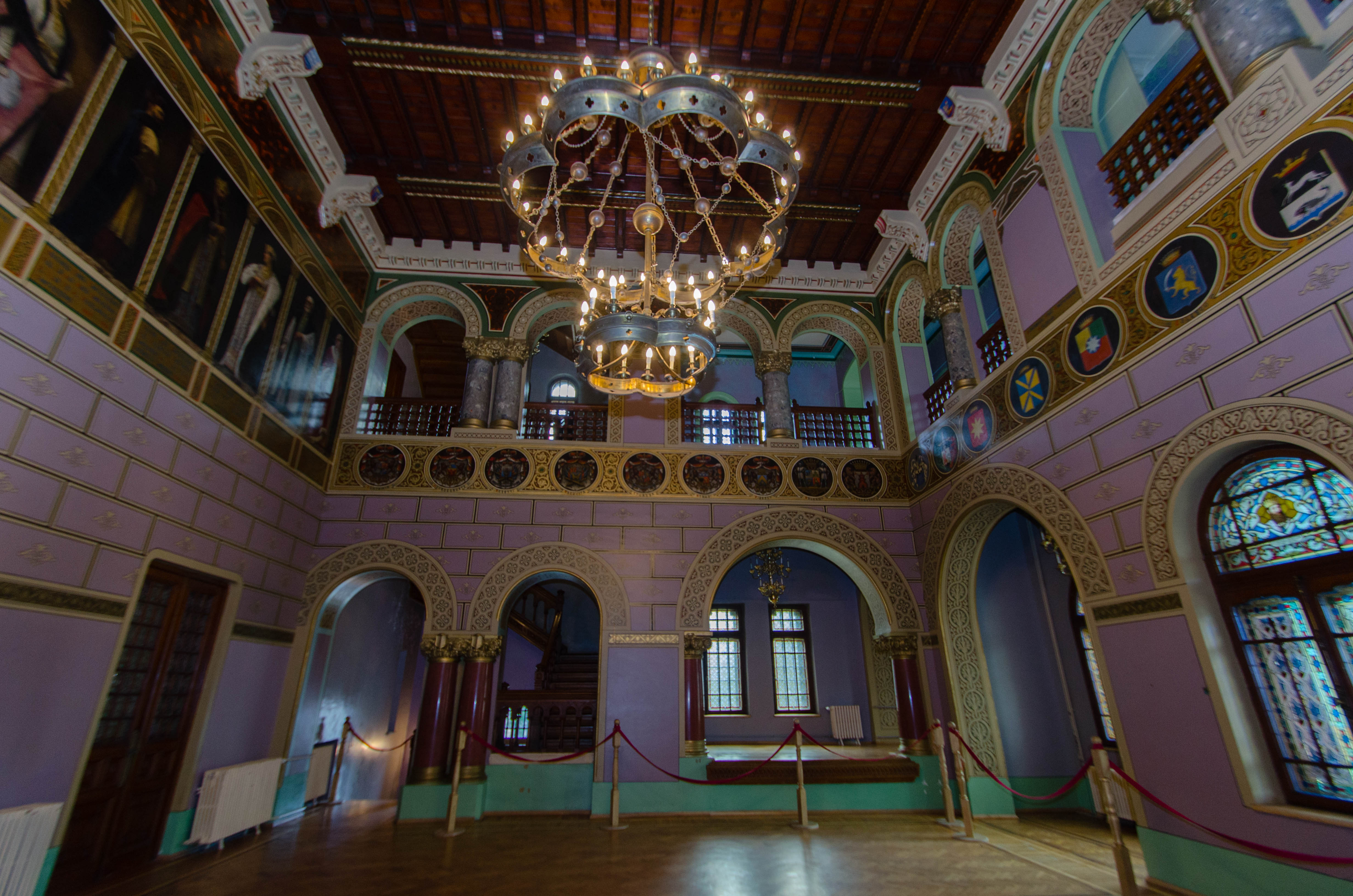
A bálterem
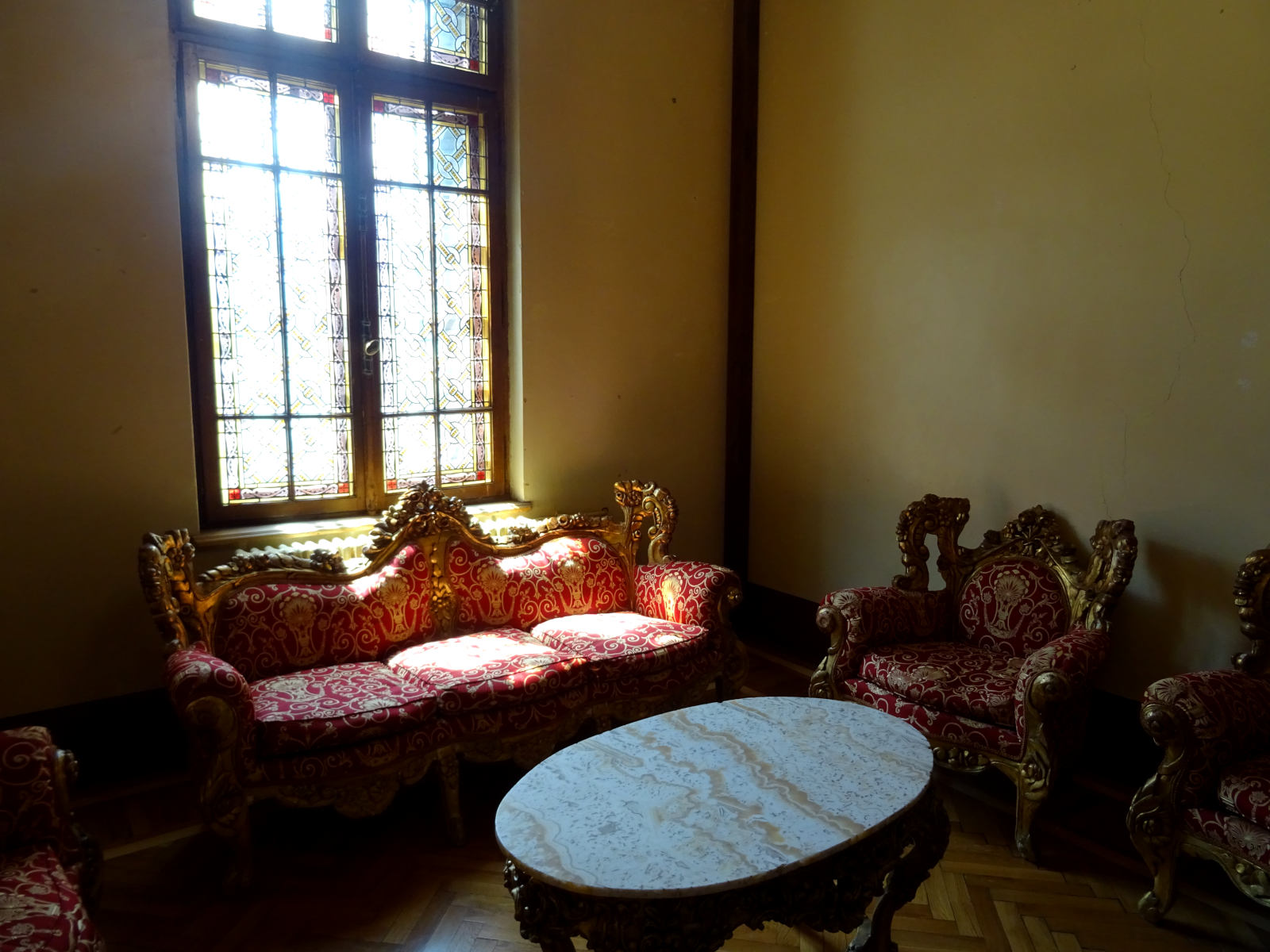
Szoba